# Monument (Front Line Assembly)
Monument è un album di raccolta del gruppo musicale canadese Front Line Assembly, pubblicato nel 1998.

## Tracce
Testi e musiche di Bill Leeb e Rhys Fulber, eccetto dove indicato.
1. Big Money (Remix) – 4:20 (Bill Leeb, Michael Balch)
2. Vexation (Provo Mix) – 6:35 (Bill Leeb, Michael Balch)
3. Mental Distortion – 6:50
4. Overkill (Surge Mix) – 6:33
5. Virus (Cauterized Mix) – 4:50
6. Resist (Dislocated Mix) – 5:28
7. Mutilate – 5:42
8. Transtime – 6:17
9. Re-Animate – 5:44
10. Laughing Pain – 5:44
11. The Blade (Worldwide Mix) – 6:25
12. Monument (Lost Classic Mix) (feat. Intermix) – 8:16